# Inseln im Meer
Inseln im Meer ist ein US-amerikanischer Kurzfilm aus dem Jahr 1960.

## Handlung
Auf der Erde existieren einige entlegene Inseln, die eine einzigartige Tierwelt beherbergen. Auf den Galapagos-Inseln sind dies Tiere wie die Galapagos-Schildkröte, die 300 Jahre alt werden kann, Leguane, Meerechsen, die Galapagosscharbe, der Galápagos-Pinguin und der Tölpel, aber auch der Fregattvogel mit seinem prächtigen roten Kehlsack, mit dem er zur Paarungszeit die Weibchen zu beeindrucken versucht. Der Austernfischer führt zur Paarungszeit einen Tanz auf und verteidigt später seine Jungtiere gegen Krabben, die es auf den Inseln in Scharen gibt. Es folgt ein kurzer Kampf zweier schlechtgelaunter Meerechsen vor einer Vielzahl von Zuschauern.
Auch die Guadalupe-Insel beherbergt einen seltenen Erdengast: den Seeelefanten, der einen ganzen Harem voller Weibchen besitzt und für die Weibchen jeden Kampf gegen einen Artgenossen aufnimmt.
Auf den Falklandinseln leben die Warzenscharben in steter Feindschaft zu den Möwen, die ihre Eier stehlen. Die Möwen belästigen auch regelmäßig die Eselspinguine der Insel. Die Brillenpinguine klingen wiederum wie ein Esel, wenn sie rufen. Eine Besonderheit sind zudem die Felsenpinguine, die trotz ihrer schwerfälligen Bewegung an Land hohe Felswände erklimmen, um am Fels oder auf dem Plateau zu brüten.
Auf den Midwayinseln lebt der Albatros, der als König der Lüfte die meiste Zeit fliegt. Das kann er anmutig, hat jedoch große Schwierigkeiten mit dem Abflug und sorgt bei Landungen in der Regel für unästhetische Bilder. Alle Inselbewohner sind weltweit betrachtet keine Massenpopulationen und sehen daher einer ungewissen Zukunft entgegen.

## Produktion
Der in Technicolor gedrehte Film Inseln im Meer entstand als Teil der Dokumentarkurzfilmreihe True-Life Adventures. Disney arbeitete dabei mit der United States Navy und der American Tunaboat Association zusammen. Die Animation des Vorspanns schufen Art Riley und Joshua Meador. Sprecher des Films ist Winston Hibler. Inseln im Meer wurde am 16. März 1960 veröffentlicht und erschien 2012 auf der Disney-Dreier-DVD Naturfilm-Klassiker.

## Auszeichnungen
Inseln im Meer wurde 1961 für einen Oscar in der Kategorie „Bester Kurzfilm (zwei Filmrollen)“ nominiert, konnte sich jedoch nicht gegen Day of the Painter durchsetzen.